# Llista de governadors espanyols de Nou Mèxic

Mapa de la província de Santa Fe de Nou Mèxic

Bandera de l'Imperi Espanyol

Aquesta és la llista de governadors de la Província de Nou Mèxic sota el virregnat de Nova Espanya:
- Juan de Oñate (1598–1610)
- Pedro de Peralta (1610–1614)
- Bernardino de Ceballos (1614–1618)
- Juan de Eulate (1618–1625)
- Felipe de Sotelo Osorio (1625–1630)
- Francisco Manuel de Silva Nieto (1630–1632)
- Francisco de la Mora Ceballos (1632–1635)
- Francisco Martínez de Baeza (1635–1637)
- Luis de Rosas (1637 – assassinat en 1641)
- Juan Flores de Sierra y Valdés (mort en 1641)
- Francisco Gomes (acting, 1641 – 1642)
- Alonso de Pacheco de Herédia (1643)
- Fernando de Argüello (1644–1647)
- Luis de Guzmán y Figueroa (1647–1649)
- Hernando de Ugarte y la Concha (1649–1652)
- Juan de Samaniego y Xaca (1652–1656)
- Juan Manso de Contreras (1656–1659)
- Bernardo López de Mendizábal (1659–1660)
- Diego Dionisio de Peñalosa Briceño y Berdugo (1661–1664)
- Tomé Dominguez de Mendoza (interí, 1664)
- Juan Durán de Miranda (1664–1665)
- Fernando de Villanueva (1665–1668)
- Juan de Medrano y Mesía (1668–1671)
- Juan Durán de Miranda (1671–1675)
- Juan Francisco Treviño (1675–1679)
- Antonio de Otermin (1679 – 1680, governador titular fins a 1683)

Entre 1680 i 1692, els indis pueblo es van revoltar contra la dominació espanyola, governant-se pels seus propis caps: Popé (1680 - 1685), i Luis Tupatu (1685 - 1692). Els governadors espanyols titulars van ser Domingo Gironza Petriz Cruzate (1682 - 1686), Pedro Reneros de Posada (1686 - 1688), i Domingo Gironza Petriz Cruzate (1688).
- Diego de Vargas (titular 1688 – 1691, efectiu 1691 – 1697)
- Pedro Rodríguez Cubero (1697–1703)
- Diego de Vargas (1703–1704)
- Juan Páez Hurtado (1704–1705)
- Francisco Cuervo y Valdés (provisional, juny 1705 – agost 1707)
- Jose Chacón Medina Salazar y Villaseñor (1707–1712)
- Juan Ignacio Flores Mogollon (1712–1715)
- Felix Martínez de Torrelaguna (interí, 1715 – 1716)
- Antonio Valverde y Cosío (interí, 1716)
- Juan Páez Hurtado (acting, 1716 – 1717)
- Antonio Valverde y Cosío (interí, 1718 – 1721)
- Juan Estrada de Austria (1721–1723)
- Juan Domingo de Bustamante (1723–1731)
- Gervasio Cruzat y Gongora (1731–1736)
- Enrique de Olivade y Michelena (1736–1738)
- Gaspar Domingo de Mendoza (1739–1743)
- Joaquín Codallos (1743–1749)
- Tomás Vélez Cachupín (1749–1754)
- Francisco Antonio Marín del Valle (1754–1760)
- Domingo de Mendoza (interí, 1760)
- Manuel Portilla Urrisola (1760–1762)
- Tomás Vélez Cachupín (1762–1767)
- Pedro Fermín de Mendinueta (1767–1777)
- Francisco Trevre (interí, 1777)
- Juan Bautista de Anza (1778–1788)
- Fernando de la Concha (1789–1794)
- Fernando Chacón (1794–1804)
- Joaquín del Real Alencaster (1804–1807)
- Alberto Maynez (1807–1808)
- José Manrique (1808–1814)
- Alberto Maynez (1814–1816)
- Pedro María de Allande (1816–1818)
- Facundo Melgares (1818–1822)